# 风姓
风姓是一個中文姓氏，是中国最早的姓氏之一。风姓是中国传说时代伏羲的姓。周朝的宿国、任国、须句国、颛臾国都是风姓，太皞伏羲氏的后裔。鲁僖公的母亲成风就是风姓。
《左传》僖公二十一年：任、宿、须句、颛臾，风姓也，实司太暤与有济之祀。
台灣原住民族之一的賽夏族，在清代接受通事賜冠漢姓，並與原有的氏族制度結合，其中亦包含風姓(baba:i')。根據臺灣戶政司民國107年（2018年）6月的數據，臺灣風姓人口共有962人，為全國姓氏人數排名第256名。

## 延伸阅读
[在维基数据编辑]
 《欽定古今圖書集成·明倫彙編·氏族典·風姓部》，出自陈梦雷《古今圖書集成》